# Army Men: World War - Team Assault
Army Men: World War - Team Assault (phiên bản ở châu Âu gọi là Army Men: Team Assault) là trò chơi điện tử thuộc thể loại bắn súng góc nhìn thứ ba do studio 5000ft Inc. của Mỹ phát triển và The 3DO Company phát hành cho hệ máy PlayStation vào năm 2001. Người chơi được phép điều khiển một toán quân trong game và có thể thêm các đơn vị đặc biệt vào nhóm này.

## Cốt truyện
Nối tiếp sau bản Final Front. Cuộc chiến tranh nhựa hiện giờ đang rơi vào thế bí. Quân đội cả hai phe Green và Tan thì đang trong tình trạng bế tắc. Để giành được lợi thế trong cuộc xung đột này, phe Tan đã thành công trong việc phát triển vũ khí tầm xa có khả năng hủy diệt toàn bộ quân Green. Các nhân viên tình báo đã khẳng định rằng có sự tồn tại của những tên lửa tầm xa này, nhưng họ lại không phát hiện ra vị trí của chúng. Cho đến giờ có một nhân viên tình báo của phe Green đã có sự chỉ dẫn về nơi có thể xảy ra các báo hiệu của sự diệt vong. Thật không may, tay đặc vụ đã bị địch phát hiện trước khi anh kịp tiết lộ vị trí của căn cứ tên lửa. Trong một nỗ lực giải cứu tay đặc vụ này và sẵ tiện tiêu diệt luôn căn cứ ẩn để trừ hậu họa, một nhóm biệt kích xuất sắc đã được cấp trên tập hợp. Mỗi thành viên trong đội đều là một chuyên gia trong nhiều lĩnh vực khác nhau, từ vũ khí hạng nặng để ngôn ngữ học. Số phận của thế giới tự do phụ thuộc vào sự thành công của sứ mệnh này. Phiên bản này có cách tiếp cận chiến thuật hơn tương tự như dòng game Tom Clancy, chẳng hạn như nhân vật người chơi điều khiển có thể chết vì một vài phát bắn và lối chơi kiểu đồng đội.

## Nhân vật
- Xhado – Có rất ít thông tin về nhân vật này. Luôn mang mặc nạ trùm đầu khi xuất hiện và thường hành động thầm lặng và chính xác từng li từng tí một, trong vai trò là thợ săn của nhóm, bất cứ con mồi nào rơi vào tầm ngắm của anh đều khó thoát khỏi cái chết bất đắc kỳ tử. Xhado được xem là người lính biệt kích xuất sắc nhất vì kỹ năng lén lút cao và tốc độ di chuyển mau lẹ.
- Tốc độ: 5
- Lén lút: 6
- Sinh lực: 8
- Kỹ năng đặc biệt: Bắn tỉa, Thợ máy
- Dante Hernandez – Là người am hiểu sâu sắc về cách vận hành của bất kỳ động cơ nào trên thế giới, có nghĩa là không có một động cơ nào trên thế giới mà anh không thể sửa chữa được với những công cụ thích hợp. Trải qua một thời gian dài kiểm tra và sửa chữa những động cơ bên trong chiếc xe tăng to lớn đã giúp cho Dante có vóc dáng cơ thể đầy ấn tượng với sức mạnh và sự chịu đựng đáng chú ý.
- Tốc độ: 3
- Lén lút: 3
- Sinh lực: 8
- Kỹ năng đặc biệt: Thợ máy, Vũ khí Hạng nặng
- Armand "Flambé" Nestor – Học nghề buôn bán từ gia đình ở tuổi lên bảy. Công ty Thuốc nổ Nestor nổi tiếng thế giới vì tiếng nổ vang dội gây ấn tượng mạnh với bụi và mảnh vụn còn lại sau dư chấn của loại thuốc nổ này. Armand thừa biết hình thái nghệ thuật của mình (khi anh mô tả về nó) cùng sự tự tin trong những khả năng riêng của anh dễ gây nhầm lẫn với người khác là Armand đang xem nhẹ mạng sống của chính mình. Theo như trong game thì Armand là một trong hai (có khả năng người thứ ba là Xhado)binh sĩ da đen được cung cấp một sự pha trộn chủng tộc mạnh khoẻ. Ngoài ra anh còn là nhân vật có sinh lực cao nhất cả nhóm.
- Tốc độ: 4
- Lén lút: 4
- Sinh lực: 10
- Kỹ năng đặc biệt: Chất nổ, Liên lạc
- Bjorn "Boomer" Thorson – Sinh ra để làm đại sứ và lớn lên trong một gia đình mà mọi ngôn ngữ khác nhau đều được nói hàng ngày. Trong trường hợp này, Bjorn đã có năng khiếu về ngôn ngữ. Anh học về thuốc nổ khi gia nhập quân chủng và thường cảm thấy tự bản thân đang dần lạc lõng với đồng đội của mình là Armand, kẻ hay thích nói về bản năng của hắn hơn hẳn Bjorns bởi cách tiếp cận sách vở. Thái độ này cũng thấm nhuần quan điểm của Thorson về sự xuất hiện cá nhân và hành vi xã hội. Boomer, giống Armand ở điểm có sinh lực cao nhất trong nhóm biệt kích.
- Tốc độ: 3
- Lén lút: 5
- Sinh lực: 10
- Kỹ năng đặc biệt: Nhà ngôn ngữ học, Chất nổ
- Gib "Squirrel" Farrell – Tự nhận mình là một tên đần và vụng về, trừ những lúc có liên quan đến công việc. Thường hay gọi mình là "Sóc", tuy nhiên Gib lại là một tay súng giỏi trong nhóm. Tuy nhiên, hắn thường lần mò xuyên qua mọi thứ khác khi hắn tới sự tiếp xúc với một ai đó và gây khá nhiều tiếng ồn dọc đường. Gid là một sĩ quan liên lạc khá giỏi, nhưng đừng yêu cầu hắn giở trò lừa bịp. Các chỉ số trạng thái của Squirrel không thực sự khá ở khoản lén lút nhưng lại là tay lính biệt kích nhanh nhất trong nhóm.
- Tốc độ: 6
- Lén lút: 1
- Sinh lực: 9
- Kỹ năng đặc biệt: Bắn tỉa, Liên lạc
- Tyke "The Tank" Morgan – Có sở thích là đam mê thơ ca và đi bộ dọc bãi biển mà bạn khó lòng mà đùa cợt trước thực tế đó. Sự thành thạo trong việc sử dụng bạo lực của Tyke khiến hắn ta dễ trở thành ứng cử viên sáng giá cho việc giải quyết "những vấn đề khó xử". Tuy nhiên, trái với hành động bạo lực là hắn rất thích đọc một quyển sách hay đủ để đốt cháy thời gian trong nhiều ngày. Ngoài ra hắn ta còn rất mực tôn sùng từ "Xe Tăng" nên đã dành cho nhiều thời gian vào việc học nhiều ngoại ngữ khác nhau để có thể đọc được những tác phẩm theo tiếng bản ngữ của họ. Khi lâm trận, Tyke thường tiêu tốn chút ít thời gian vào việc kết liễu đối phương để hắn có thể tập trung vào "Những điều tốt hơn". Mặc dù chậm chạp và lề mề, Tyke vẫn được coi là một người lính xuất sắc vì lượng điểm sinh lực to lớn của hắn. Ngoài ra Tyke còn là người lính da màu đen giống như Armand.
- Tốc độ: 2
- Lén lút: 2
- Sinh lực: 12
- Kỹ năng đặc biệt: Vũ khí Hạng nặng, Nhà ngôn ngữ học